# Cratere Volterra
Volterra è un cratere lunare di 55,1 km situato nella parte nord-occidentale della faccia nascosta della Luna.